# Penn Tarn
Der Penn Tarn ist ein Gebirgstümpel im ostantarktischen Viktorialand. Er liegt 160 m nördlich des Princeton Tarn im Tarn Valley. Er gehört neben diesem und dem Harvard Tarn sowie dem Yale Tarn zu den vier Seen dieses Tals.
Teilnehmer einer von 1965 bis 1966 durchgeführten Kampagne der neuseeländischen Victoria University’s Antarctic Expeditions benannten ihn nach der University of Pennsylvania.